# ラッセル・ウィルソン
ラッセル・カリントン・ウィルソン（Russell Carrington Wilson, 1988年11月29日 - ）は、アメリカ合衆国オハイオ州シンシナティ出身のプロアメリカンフットボール選手。NFLのニューヨーク・ジャイアンツに所属している。ポジションはクォーターバック。

## 経歴

### プロ入りまで
オハイオ州シンシナティで生まれた彼は、バージニア州リッチモンドで育った。3歳の時に野球を始め、4歳の時に父親や兄とフットボールを始めた。
彼の先祖は、アメリカ連合国の奴隷であり、南北戦争で解放された。またネイティブアメリカンの血も少し混ざっている。
ウィルソンの祖父は、バージニア州のノーウォーク州立大学の学長を勤めた。ケンタッキー州立大学時代にはアメリカンフットボールとバスケットボールをしていた。
彼の父親は、弁護士で、アイビーリーグのダートマス大学でアメリカンフットボールと野球をしていた。1980年のプレシーズンには、サンディエゴ・チャージャーズで開幕ロースターを目指していた。母親は看護婦で特にlegal nurse consultant (LNC)（弁護士の補助をして医療裁判に対応する仕事）の資格を持つ。教育熱心な両親のもとに育った。
リッチモンドでの私立進学高校在籍中には、2005年に3287ヤードを投げて40TD、ランでも634ヤードを走り15TDを記録した。最終学年の2006年には、3009ヤードを投げて34TD、7インターセプト、ランでも1132ヤードを走り18TDを記録した。
2006年7月23日、ノースカロライナ州立大学への進学を決めた。なお、デューク大学からも奨学金のオファーを受けていた。
ノースカロライナ州立大学では、2007年シーズンをレッドシャツで過ごした後、1年次の2008年、4年生QBダニエル・エバンズ、3年生QBハリソン・ベックと先発QBの座を争った。シーズン後半からは、先発QBに定着し、この年彼は先発出場した7試合で、最後の4試合を全勝し、4勝3敗の成績を挙げた。東カロライナ大学戦では3TDを記録した。その年ラトガーズ大学とのパパジョンズコムボウルでは、前半だけで186ヤードを投げて1TD、46ヤードを走った。しかし前半終了間際、敵陣4ヤードラインからスクランブルした際にタックルを受けてひざを負傷した。この試合中にフィールドに復帰することはできず、彼をリリーフしたQBが3インターセプトを喫し、チームは23-29で敗れた。この年パス275回中150回成功、1955ヤード、17TD、1INTの成績を残した。また116回のランで394ヤードを走り、4TDを記録した。この年彼はアトランティック・コースト・カンファレンスのファーストチームに選ばれたが、1年生QBがファーストチームに選ばれたのは史上初であった。
2009年9月19日の試合で、これまでアンドレ・ウッドソンが持っていたNCAA記録を更新する325回連続でインターセプトなしの記録を作った。この記録は10月3日のウェイク・フォレスト大学戦でのジョシュ・ブッシュにインターセプトされるまで379回まで伸びた。この記録は2012年11月10日、ルイジアナ工科大学のコルビー・キャメロンが更新するまで、NCAA記録であり続けた。
2010年は9勝4敗の成績で終えて、ウェストバージニア大学とのチャンプススポーツボウルでも23-7で勝利した。彼はパスオフェンスで、カンファレンスのQBトップの1試合平均274.1ヤードを記録し、トータルフェンスでもカンファレンストップの307.5ヤードを記録した。2010年5月、コミュニケーションの学士号を取得し、3年でノースカロライナ州立大学を卒業した。
2011年1月、コロラド・ロッキーズのトレーニングキャンプに参加した。一方、NFLスカウトコンバインには招待されなかった。同年4月29日、残り1年を残してウィルソンへのノースカロライナ州立大学からの奨学金を停止することが同大学ヘッドコーチトム・オブライエンより発表された。

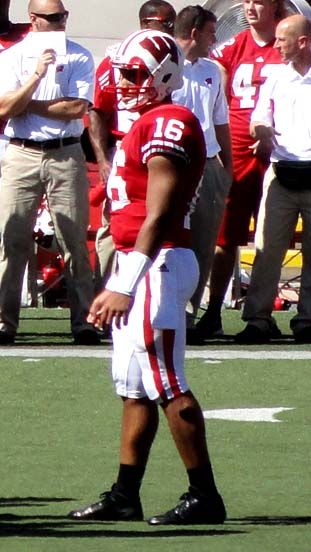
ウィスコンシン大学時代のウィルソン

2011年6月27日、ウィスコンシン大学のヘッドコーチが、ウィルソンがその年ウィスコンシン大学でプレーすることを発表した。シーズン開幕戦のUNLV戦では255ヤード、2TDを記録するとともに、46ヤードのTDランを含む62ヤードを走り、チームは51-17で勝利した。この年彼はパス3,175ヤードを投げて33TD、4INTの成績をあげて、ビッグ・テン・カンファレンスのファーストチームに選ばれた。またグリーシー・ブリーズ・ビッグテン最優秀QBに選ばれた。12月3日のミシガン州立大学とのビッグ・テン・カンファレンス優勝戦では42-39で勝利、その試合のMVPに選ばれた。同年12月、Yahoo!スポーツからオールアメリカンサードチームに選ばれた。またハイズマン賞の投票では9位となる52ポイントを獲得した。2012年1月2日のオレゴン大学とのローズボウルでは、パス25回中19回成功、296ヤード、2TD、ランでも18ヤードを走り、1TDをあげたが、チームは38-45で敗れた。
この年、ウィスコンシン大学のシーズン記録となる3175ヤード、33TD（ビッグ・テン・カンファレンスでは1998年にパデュー大学のドリュー・ブリーズが記録した39TDに次ぐ歴代2位の記録）をあげた。また、NCAAディビジョンIのシーズン記録となるQBレイティング191.8を記録している。
2012年1月28日のシニアボウルに出場した。

### 2012年
2012年1月16日、NFLスカウトコンバインに向けて、フロリダ州ブレイデントンにあるIMGアカデミーでトレーニングを始めた。ドラフト前、彼はドラフト中位での指名が予想された。2月に元NFLのQB、クリス・ウィンキは、ウィルソンについて、彼が6フィート5インチの身長があったなら、その年のドラフト候補でナンバー1のQBだと述べた。4月11日、ESPNマンデーナイトフットボールのアナリスト、ジョン・グルーデンもウィルソンは、背の低さがなければドラフト1、2巡で指名される選手だと語った。ほとんどの人が、彼の身長はNFLのQBには低すぎると思っており、活躍を予想していなかった。
NFLスカウトコンバイン時の面接について、ジョン・ドーシー（2013年よりカンザスシティ・チーフスGM）は、人間としての強さや、知性の高さ、メンタル面でのタフさ、他の選手を統率するカリスマ性などがダントツだったと語っている。
4月27日のドラフトでは、3巡75位でシアトル・シーホークスに指名された。シーホークスがドラフト指名したQBとしては、1999年に全体77位でブロック・ハードが指名されて以来の高順位での指名となった。
同年5月7日にシーホークスと4年総額299万6000ドルで契約を結んだ。トレーニングキャンプでは先発待遇でグリーンベイ・パッカーズから移籍して来たマット・フリンやタバリス・ジャクソンと先発を争った。
8月11日のテネシー・タイタンズとのプレシーズンゲームでデビューした。プレシーズンの2戦で活躍した彼は、8月24日のカンザスシティ・チーフスとのプレシーズンゲームで初先発した。8月26日にウィルソンが先発QBとなることが発表された。
9月9日のアリゾナ・カージナルスとの開幕戦では、パス34回中18回成功、153ヤード、1TD、1INTでチームは16-20で敗れた。3試合目のグリーンベイ・パッカーズ戦ではゴールデン・テイトへのヘイルメアリーパスがTDとなり、14-12で勝利した。このプレーを巡っては、審判に対するNFLのロックアウトによる、代替審判による判定が問題となった。第10週のニューヨーク・ジェッツ戦でパス19回中12回成功、188ヤード、2TD、ランでも7回34ヤードを走り、その週のNFL週間最優秀新人に選ばれた。第13週のシカゴ・ベアーズ戦ではパス37回中23回成功、293ヤードを投げてNFC最優秀攻撃選手に選ばれた。第16週のサンフランシスコ・フォーティナイナーズ戦では4TDパスを決めて42-13で勝利した。シーホークスが5勝を挙げた12月には、QBレイティング115.2を記録して、NFL月間最優秀新人攻撃選手に選ばれた。
この年、シーズン前半はパス回数が少なかったが、後半にはパス回数が増加した。NFL4位のQBレイティング100.0を記録して、それまでベン・ロスリスバーガーが持つ新人QB記録98.1を更新した。またパスで3118ヤードを投げ、ペイトン・マニングが持っていた新人QBのTDパス記録に並ぶ26TDをあげた。またランでも489ヤードを走り、4TDを記録した。彼のスクランブル能力はプロフットボール殿堂入りを果たしているフラン・ターケントンと比較された。
この年全試合で先発QBを務めた彼は、11勝5敗の成績でチームをワイルドカードでプレーオフに導いた。ワシントン・レッドスキンズとのワイルドカードプレーオフでは、187ヤードを投げて、ランでも67ヤードを走り、24-14で勝利した。アトランタ・ファルコンズとのディビジョナルプレーオフではパス36回中、24回成功、385ヤードで2TDパスを投げるとともに、60ヤードを走る活躍を見せたが、28-30で敗れた。プロボウルにマット・ライアンの代役で出場し、パス10回中8回成功、98ヤード、3TD、0INT、QBレイティング147.1の成績をあげた。
低年俸だが活躍した彼は、シーズン終了後NFLより、22万2000ドルのボーナスを受け取った。この金額は彼の基本給40万5000ドルの半額以上であった。
シーズン終了後、AP通信NFLルーキー・オブ・ザ・イヤーの投票では、ロバート・グリフィン3世、アンドリュー・ラックに続く3位となったが、ファン投票で選ばれるペプシNFLルーキー・オブ・ザ・イヤーに選ばれた。
2012年9月、先発QBに指名された後、リーバイスの"Go Forth"のキャンペーンCMに起用され、9月18日からCMがオンエアされた。

### 2013年
カロライナ・パンサーズとの開幕戦では、パス成功率75.8%で320ヤードを投げて、第4Qにジャーメイン・カースへ43ヤードのTDパスを決めて12-7で勝利した。第2週のサンフランシスコ・フォーティナイナーズ戦では前年のスーパーボウルに出場したNFC西地区のライバルに29-3で勝利、第3週のジャクソンビル・ジャガーズ戦では自己最多タイの4TDパスを決めて45-17で勝利した。第7週のアリゾナ・カージナルス戦では、ファンブルで2度ボールを失ったが、パス29回中18回成功、235ヤード、3TDの活躍で34-22と勝利した。第8週のセントルイス・ラムズ戦では自己最多の7サックを浴びて、パス18回中10回成功、139ヤード、ラン3回で16ヤードに抑えられたが、14-9で勝利した。第10週のアトランタ・ファルコンズ戦では2TD、QBレイティング134.6の活躍で勝利した。
第13週、10勝1敗で迎えた9勝2敗のニューオーリンズ・セインツとのマンデーナイトフットボールでは、パス30回中22回成功、310ヤード、3TD、0INTでQBレイティング139.6を記録し、チームは34-7で圧勝、この週のNFC最優秀攻撃選手に選ばれた。試合終了後、本拠地クエスト・フィールドのファンは、MVPコールでウィルソンを称えた。この年、2度目のプロボウルに選出された。レギュラーシーズンでは、チームを13勝3敗の成績でNFCの第一シードでプレーオフ出場に導いた。シーホークスは、ニューオリンズ・セインツを破った後、サンフランシスコ・フォーティーナイナーズを破り、NFCチャンピオンとなり、ウィルソンはチームを第48回スーパーボウルへと導いた。レギュラーシーズンでは26タッチダウンパス、9被インターセプトでQBレイティング101.2で、NFL史上初めて、最初の2シーズンのQBレイティングが100以上というQBになった。2014年2月2日の第48回スーパーボウルで43-8でデンバー・ブロンコスに勝利した。

### 2014年
2014年10月6日、ワシントン・レッドスキンズとのゲームで、マンデーナイトフットボールの新記録となる122ヤードのQBランを記録した。シーホークスは第16週でプレーオフ出場を決定した。12月21日、ウィルソンはアリゾナ・カーディナルスとの試合で、パスを20/31成功させ、レギュラーシーズンの自己記録となる339ヤード獲得、2TDパス、1TDランを記録した。596ヤードのオフェンス獲得ヤードもシーホークスの本拠地での新記録である。第17週でセントルイス・ラムズを破り、NFCのプレーオフ第一シードを獲得し、本拠地でのNFCチャンピオンシップゲームまでプレーオフを戦える権利を得た。ディヴィジョナル・ラウンドではカロライナ・パンサーズを破り、2005年のニューイングランド・ペイトリオッツ以来となる前年スーパーボウルチャンピオンのプレーオフ勝利を収めた。NFCチャンピオンシップゲームではグリーンベイ・パッカーズを本拠地に迎えた。ウィルソンは前半は3つのインターセプトを喫し、2つしかパス成功がなく、0-16で折り返した。パッカーズが19-7で第4Qリードで残り時間5分となってから、ウィルソンは4つ目のインターセプトを喫した。そこからチームはウィルソンに率いられて28-22のスコアで奇跡的な延長逆転勝ちを収めた。延長でキックオフ・レシーブ権を得たシーホークスは80ヤードの攻撃を最後にウィルソンの35ヤードタッチダウンパスで締めくくった。

### 2015年
レギュラーシーズン第12週のNFC Players of the Weekに選ばれた。ルーキーの年から4年連続で選出されたのは、ペイトン・マニングに次いで二人目である。第14週終了時点で、ウィルソンはNFL史上初めて4試合連続でpasser ratingが138以上となった。NFL史上初めて4試合連続で3つ以上のTDパス、70%以上のパス成功率、0INTを記録した。4試合連続3つ以上のTDパスで0INTは、NFL史上では、トム・ブレーディー、ペイトン・マニング、アーロン・ロジャースと並ぶ最長記録である。第15週でも3TDパス、INTがゼロで、NFL史上初めて5試合連続3つ以上のTDパス成功かつインターセプションなしという記録を作った。レギュラーシーズンでシーホークスのチーム記録を塗り替える34TDパスを成功させ、チーム史上初めて、シーズン4,000ヤードのパス獲得となる4,024ヤードを記録した。QBパサーレイティングでもリーグ一位となり、NFL史上初めて、一シーズンにおいて、パス獲得4000ヤード以上かつ30TDパス以上かつラン獲得500ヤード以上のQBとなった。プロボウルに3度めの選出をされた。
プロボウルでは、チーム・アービンに所属し、パス164ヤード、3TDを記録して、オフェンスのMVPに選ばれた。

### 2022年
2022年3月8日、1位指名権2個、2位指名権2個、5位指名権2個、さらに3選手と引き換えに、4位指名権1個とともにデンバー・ブロンコスへトレードされることが発表され、同年3月16日に正式決定した。同年9月、ブロンコスと5年総額342億円の契約延長に合意した。だが2022年シーズン、ブロンコスは地区最下位に沈み、ウィルソンも批判にさらされた。

### 2023年
ブロンコスはショーン・ペイトンをHCに迎えたが成績は振るわず、16週を終わったところでプレーオフ進出の望みはわずかなものとなった。ウィルソンの年俸は2024年以降大きく上がると予定され、さらには故障の保障条項が契約に含まれていたため、のこり2試合にはウィルソンを先発出場させないことをチームが発表した。これにより2024年以降、ブロンコスでのウィルソンの将来は危ういものとなった。2024年3月、ブロンコスからリリースされた。同月、ピッツバーグ・スティーラーズと1年契約を結んだ。

### 2024年
当初はジャスティン・フィールズの控えであったが、第7週から先発出場となる。QB1としてレギュラーシーズン17試合中11試合に出場し、チームをワイルドカードでのプレーオフ出場に導いた。

### 2025年
2025年3月、ニューヨーク・ジャイアンツと契約した。

## 野球歴
高校を卒業後、2007年のMLBドラフト41巡目（全体1,222位）でボルチモア・オリオールズから指名されたが、ノースカロライナ州立大学へ進学した。
NCAAディヴィジョン1の名門ノースカロライナ州立大学では、野球も2008年から2010年までプレーした。2013年6月7日のシアトル・マリナーズ対ニューヨーク・ヤンキース戦でサイヤング賞投手のフェリックス・ヘルナンデスを捕手に仕立て、始球式に登場したが、その際のインタビューで大学時代、カイル・シーガー、ダスティン・アックリー、ジャスティン・スモークとよく対戦したとコメントした。
2009年の夏には、コースタル・プレーン・リーグのガストニア・グリグリーズでプレーした。
2010年6月8日のMLBドラフトで、4巡目（全体140位）でコロラド・ロッキーズから指名され入団。A級ノースウェストリーグのトライシティ・ダストデビルズで32試合に二塁手として出場し打率.230、2本塁打、11打点の成績を残した。
2011年には、A級サウス・アトランティックリーグのアッシュビル・ツーリスツで61試合に出場し、打率.228、3本塁打、15打点を記録した。
2012年、NFL入りを目指すことをロッキーズに告げて、スプリングトレーニングには出場しなかった。
2013年12月12日に行われたルール・ファイブ・ドラフトでテキサス・レンジャーズが指名した。2012年以降、ウィルソンはマイナーリーグでプレーしていないが、MLBでの保有権はロッキーズが持っていたことが、マイナーで埋もれている有望株を他球団が獲得できる今回のドラフトでの指名につながった。この指名に対して、ウィルソンの代理人は「ボー・ジャクソンのようにNFLとMLBの二足の草鞋を履くことは考えられない」と語った。
2014年はレンジャーズのスプリングトレーニングに3月3日から参加。スプリングトレーニング・ロースター入りし、背番号は3。2月5日、シアトルの始球式に登場した。
2018年2月7日に、条件等は先送りでトレードによりニューヨーク・ヤンキースに移籍した。同年のスプリングトレーニングにはアドバイザーとして招待されている。

## 人物
彼の父親は、2010年6月9日に糖尿病からの合併症で亡くなった。
2匹のグレート・デーンを飼っている。兄と妹がいる。妹のAnna Wilsonは全米で注目されているバスケットボール選手。2016年秋からスタンフォード大学でプレーしている。2016年歌手のシアラと結婚した。
背が低いことから、最初はあまり活躍を期待されていなかった。ノースカロライナ大学では、チーム練習が始まった時は5番目のQBであったが、シーズンが始まる前には先発QBになった。NFLドラフトでは6番目に指名されたQBであった。ほとんどの人はマット・フリンが先発QBになるものと予想していたが、ウィルソンは先発QBの座を勝ち取った。NFLの先発QBの中で最も背が低い(6フィート身長がないQBはNFLでは極めて稀れ)が、スピードと判断力の良さで補っている。新人の2012年はボールを長く持ちすぎてQBサックされるケースもあったが、非常に良い成績を残した。
ウィルソンはクリスチャンで信心深い。背番号の3はキリスト教のトリニティ三位一体に因んでいる。
ウィルソンはチャリティーやボランティア活動にも熱心で、シーホークスに加入以来、ほぼ毎週火曜日には地元の子ども病院Seattle Children'sを訪れて子どもたちを励ましている。。またドメスティック・バイオレンス問題に関する"Why Not You Foundation" 財団を設立し、"pass the peace"という寄付活動をしている。
ヒップホップ歌手、エミネムの『ザ・モンスター』という曲にはウィルソンの状況をグリム童話の藁を金に変える小人の物語になぞらえて取り込まれている。
2019年6月、アメリカの経済誌フォーブスは2019年版の世界のアスリートの年収を公表した。ウィルソンの年収は8950万ドルであり、世界のスポーツ選手で6位にランクインした。

## 詳細情報

### 年度別成績

#### レギュラーシーズン
| 年度      | チーム    | 背 番 号  | 試合 | 試合 | パス      | パス      | パス      | パス        | パス             | パス | パス | パス          | ラン      | ラン        | ラン             | ラン | 記録              |
| 年度      | チーム    | 背 番 号  | 出場 | 先発 | 成功 回数 | 試投 回数 | 成功 確率 | 獲得 ヤード | 平均 獲得 ヤード | TD   | Int  | レイテ ィング | 試行 回数 | 獲得 ヤード | 平均 獲得 ヤード | TD   | 先発出場 試合勝敗 |
| --------- | --------- | --------- | ---- | ---- | --------- | --------- | --------- | ----------- | ---------------- | ---- | ---- | ------------- | --------- | ----------- | ---------------- | ---- | ----------------- |
| 2012      | SEA       | 3         | 16   | 16   | 252       | 393       | 64.1      | 3118        | 7.9              | 26   | 10   | 100.0         | 94        | 489         | 5.2              | 4    | 11-5              |
| 2013      | SEA       | 3         | 16   | 16   | 257       | 407       | 63.1      | 3357        | 8.2              | 26   | 9    | 101.2         | 96        | 539         | 5.6              | 1    | 13-3              |
| 2014      | SEA       | 3         | 16   | 16   | 285       | 452       | 63.1      | 3475        | 7.7              | 20   | 7    | 95.0          | 118       | 849         | 7.2              | 6    | 12-4              |
| 2015      | SEA       | 3         | 16   | 16   | 329       | 483       | 68.1      | 4024        | 8.3              | 34   | 8    | 110.1         | 103       | 553         | 5.4              | 1    | 10-6              |
| 2016      | SEA       | 3         | 16   | 16   | 353       | 546       | 64.1      | 4219        | 7.7              | 21   | 11   | 92.6          | 72        | 259         | 3.6              | 1    | 10-5-1            |
| 2017      | SEA       | 3         | 16   | 16   | 339       | 553       | 61.3      | 3983        | 7.2              | 34   | 11   | 95.4          | 95        | 586         | 6.2              | 3    | 9-7               |
| 2018      | SEA       | 3         | 16   | 16   | 280       | 427       | 65.6      | 3448        | 8.1              | 35   | 7    | 110.9         | 67        | 376         | 5.6              | 0    | 10-6              |
| 2019      | SEA       | 3         | 16   | 16   | 341       | 516       | 66.1      | 4110        | 8.0              | 31   | 5    | 106.3         | 75        | 342         | 4.7              | 3    | 11-5              |
| 2020      | SEA       | 3         | 16   | 16   | 384       | 558       | 68.8      | 4212        | 7.5              | 40   | 13   | 105.1         | 83        | 513         | 6.2              | 2    | 12-4              |
| 2021      | SEA       | 3         | 14   | 14   | 259       | 400       | 64.8      | 3113        | 7.8              | 25   | 6    | 103.0         | 43        | 183         | 4.3              | 2    | 6-8               |
| 2022      | DEN       | 3         | 15   | 15   | 292       | 483       | 60.5      | 3524        | 7.3              | 16   | 11   | 84.4          | 55        | 277         | 5.0              | 3    | 4-11              |
| 2023      | DEN       | 3         | 15   | 15   | 297       | 447       | 66.4      | 3070        | 6.9              | 26   | 8    | 98.0          | 80        | 341         | 4.3              | 3    | 7-8               |
| NFL：12年 | NFL：12年 | NFL：12年 | 188  | 188  | 3668      | 5665      | 64.7      | 43653       | 7.7              | 334  | 106  | 100.0         | 981       | 5307        | 5.4              | 29   | 115-72-1          |

- 2023年度シーズン終了時
- 太字は自身最高記録
- ■は各年度のリーグ最高記録

#### ポストシーズン
| 年度 | チーム | 試合 | 試合 | パス      | パス      | パス      | パス        | パス             | パス | パス | パス          | ラン      | ラン        | ラン             | ラン | 記録              |
| 年度 | チーム | 出場 | 先発 | 成功 回数 | 試投 回数 | 成功 確率 | 獲得 ヤード | 平均 獲得 ヤード | TD   | Int  | レイテ ィング | 試行 回数 | 獲得 ヤード | 平均 獲得 ヤード | TD   | 先発出場 試合勝敗 |
| ---- | ------ | ---- | ---- | --------- | --------- | --------- | ----------- | ---------------- | ---- | ---- | ------------- | --------- | ----------- | ---------------- | ---- | ----------------- |
| 2012 | SEA    | 2    | 2    | 39        | 62        | 62.9      | 572         | 9.2              | 3    | 1    | 102.4         | 15        | 127         | 8.5              | 1    | 1-1               |
| 2013 | SEA    | 3    | 3    | 43        | 68        | 63.2      | 524         | 7.7              | 3    | 0    | 101.6         | 11        | 42          | 3.8              | 0    | 3-0               |
| 2014 | SEA    | 3    | 3    | 41        | 72        | 56.9      | 724         | 10.1             | 6    | 5    | 90.3          | 17        | 86          | 5.1              | 1    | 2-1               |
| 2015 | SEA    | 2    | 2    | 44        | 74        | 59.5      | 506         | 6.8              | 4    | 3    | 72.2          | 8         | 53          | 6.6              | 0    | 1-1               |
| 2016 | SEA    | 2    | 2    | 40        | 60        | 66.7      | 449         | 7.5              | 4    | 2    | 97.2          | 9         | 46          | 5.1              | 0    | 1-1               |
| 2018 | SEA    | 1    | 1    | 18        | 27        | 66.7      | 233         | 8.6              | 1    | 0    | 105.9         | 3         | 14          | 4.7              | 1    | 0-1               |
| 2019 | SEA    | 2    | 2    | 39        | 61        | 63.9      | 602         | 9.9              | 2    | 0    | 107.4         | 16        | 109         | 6.8              | 0    | 1-1               |
| 2020 | SEA    | 1    | 1    | 11        | 27        | 40.7      | 174         | 6.4              | 2    | 1    | 72.1          | 4         | 50          | 12.5             | 0    | 0-1               |
| 計   | 計     | 16   | 16   | 275       | 451       | 61.0      | 3786        | 8.4              | 25   | 12   | 95.3          | 83        | 527         | 6.3              | 3    | 9-7               |

- 2020年度シーズン終了時
- 太字はスーパーボウル出場
- ■はスーパーボウル制覇

### 記録

#### 賞
- プロボウル：8回（2012・2013・2014・2015・2017・2018・2019・2020）
- オールプロ 第2チーム（2019）
- NFL月間最優秀攻撃選手（2020年9月）
- NFL月間最優秀攻撃新人選手（2012年9月）
- NFL週間最優秀攻撃選手：11回
- ペプシNFL週間最優秀新人選手（2012年10週目）
- 年間最優秀選手攻撃選手候補（2016）
- PFWAグッドガイ賞（2014）
- フェデックスエア週間最優秀選手：7回
- スティーブ・ラージェント賞：3回（2012・2018・2019）